# Câu lạc bộ bóng đá Bình Thuận
Câu lạc bộ bóng đá Bình Thuận là một câu lạc bộ bóng đá Việt Nam có trụ sở ở thành phố Phan Thiết, tỉnh Bình Thuận.

## Lịch sử
Mùa giải 1994, câu lạc bộ Bình Thuận tham dự giải bóng đá A1 toàn quốc. Đội đối đầu với Công an Hà Nội trong trận chung kết trên sân vận động Pleiku và cầm hòa với tỷ số 2–2 sau 120 phút thi đấu. Tuy nhiên, Bình Thuận để thua trong loạt sút luân lưu thứ 6, bỏ lỡ cơ hội tham dự Giải bóng đá Các đội mạnh Toàn quốc. Kể từ đó, trong suốt một thời gian dài, đội bóng hầu như chỉ thi đấu quanh quẩn từ giải đấu hạng nhì trở xuống.
Năm 2004, Bình Thuận giành quyền tham dự vòng chung kết giải hạng Nhì Quốc gia và xếp thứ ba chung cuộc. Sang mùa giải 2005, câu lạc bộ đổi tên thành Thép Miền Nam – Bình Thuận, trước khi trở lại tên gọi cũ.
Năm 2016 là một mùa giải không thành công của Bình Thuận. Mặc dù hoàn thành mục tiêu trụ hạng hoàn thành nhưng phong cách thi đấu của các cầu thủ gặp nhiều vấn đề. Trong toàn bộ mùa giải, câu lạc bộ luôn nằm trong nhóm cầm đèn đỏ với nguy cơ xuống hạng rất cao khi chỉ hơn đội cuối bảng một vài điểm. Đội chỉ thắng hai trong tổng số 12 trận, còn lại hòa 6 và thua 4, xếp thứ 5 chung cuộc tại vòng loại bảng A. Số bàn thắng toàn đội ghi được chỉ là 8 bàn, ít nhất trong số 14 đội tham gia thi đấu. Đây là thành tích thấp chưa từng có trong lịch sử đội bóng.
Tại mùa giải 2017, Bình Thuận xếp thứ 2 tại bảng B và giành quyền tham dự vòng chung kết. Tại đây, câu lạc bộ giành chiến thắng tối thiểu trước Lâm Đồng, rồi sau đó liên tiếp để thua trước Công An Nhân Dân và Hà Nội B với cùng tỷ số 0–3. Đội phải đá trận play-off giành quyền thăng hạng, nơi họ để thua 1–2 trước Đồng Tháp và tiếp tục lỡ cơ hội thăng hạng.
Mùa giải 2019, đội Bình Thuận gây ngạc nhiên khi bất bại ở lượt đi vòng bảng và trở thành đội có hàng công tốt nhất giải lúc đó với 14 lần lập công. Tuy nhiên ở lượt về, đội bị đánh bật khỏi 1 trong 2 vị trí giành quyền thăng hạng của bảng B và kết thúc ở vị trí thứ ba trong bảng.
Mùa giải 2022, Bình Thuận giành được 23 điểm sau 12 vòng đấu, giành quyền tham dự vòng chung kết. Ở cuộc đối đầu với câu lạc bộ Hải Nam Vĩnh Yên Vĩnh Phúc trên sân vận động 19 tháng 8 (Khánh Hòa), đội bị dẫn trước 2–0 trong thế mất người sau 45 phút đầu tiên, trong đó cầu thủ Ngô Anh Vũ của đội đã có hành vi xô xát trọng tài Trần Ngọc Nhớ sau khi phải nhận tấm thẻ vàng thứ hai và bị truất quyền thi đấu. Nhưng sang đến hiệp 2, hai bàn thắng của Nguyễn Đình Lợi và Thanh Hùng đã giúp đội bóng quân bình tỷ số. Bình Thuận sau đó giành chiến thắng trên loạt sút luân lưu với tỉ số 8–7, qua đó giành quyền lên hạng Nhất Quốc gia mùa giải 2023 sau gần 30 năm chờ đợi.
Trong mùa giải đầu tiên được thi đấu ở hạng Nhất, dù phải thi đấu các trận sân nhà trên sân vận động Ninh Thuận do sân vận động Phan Thiết đang  được sửa chữa, câu lạc bộ vẫn thi đấu tương đối ổn khi xếp vị trí thứ 5 chung cuộc. Tuy nhiên, những vấn đề về việc nợ lương, thưởng đã phát sinh khiến đội bóng không còn nhiều động lực thi đấu. Hơn 10 ngày trước khi mùa giải mới bắt đầu, câu lạc bộ Bình Thuận đã thông báo sẽ rút lui khỏi giải hạng Nhất Quốc gia 2023–24 do khó khăn về kinh phí và chuyển đổi mô hình bóng đá chuyên nghiệp.

## Danh sách huấn luyện viên
| Huấn luyện viên  | Giai đoạn  |
| ---------------- | ---------- |
| Trần Thống Khai  |            |
| Đào Thanh Sơn    |            |
| Nguyễn Minh Dũng | 2022 - nay |

## Đội hình
Không